# 光化門駅
光化門駅（クァンファムンえき）は、大韓民国ソウル特別市鐘路区世宗路にある、ソウル交通公社5号線の駅である。駅番号は533。世宗文化会館の副駅名が与えられている。

## 歴史
- 1996年12月30日 - ソウル特別市都市鉄道公社（当時）5号線・汝矣島 - 往十里間開通と共に開業。
- 2017年5月31日 - ソウル特別市都市鉄道公社とソウルメトロが統合され、ソウル交通公社の駅となる。
- 2019年10月3日 - 光化門一帯で大規模なデモが発生。事故の発生を回避するために光化門駅に停車する列車を通過させる措置が採られた[1]。

## 駅構造
| 島式ホーム1面2線の構造である。右の写真はホームドア更新中の様子。 |  | 島式ホーム1面2線の構造である。右の写真はホームドア更新中の様子。 |
| 島式ホーム1面2線の構造である。右の写真はホームドア更新中の様子。 |  |                                                                  |

改札口はホーム両端付近に別個に設置され、計8か所の出入口が設けられている。出口はもともと4番まであったが、隣の地下歩道を連結通路で繋げ、地下歩道の出口を駅の出口として編入した。

### のりば
案内上ののりば番号は設定されていない。
| 上り | 5号線 | 汝矣島・金浦空港・傍花方面 |
| 下り | 5号線 | 往十里・上一洞・馬川方面   |

## 利用状況
近年の一日平均利用人員推移は下記のとおり。
| 路線  | 路線     | 2000年 | 2001年 | 2002年 | 2003年 | 2004年 | 2005年 | 2006年 | 2007年 | 2008年 | 2009年 | 出典  |
| ----- | -------- | ------ | ------ | ------ | ------ | ------ | ------ | ------ | ------ | ------ | ------ | ----- |
| 5号線 | 乗車人員 | 26,542 | 28,922 | 29,461 | 30,164 | 31,816 | 33,068 | 32,815 | 32,150 | 31,492 | 31,311 | [ 3 ] |
| 5号線 | 降車人員 | 29,123 | 31,335 | 32,011 | 32,428 | 33,884 | 36,475 | 36,443 | 35,458 | 34,588 | 34,370 | [ 3 ] |
| 5号線 | 乗降人員 | 55,666 | 60,257 | 61,471 | 62,593 | 65,700 | 69,543 | 69,258 | 67,608 | 66,081 | 65,680 | [ 3 ] |
| 路線  | 路線     | 2010年 | 2011年 | 2012年 | 2013年 | 2014年 | 2015年 | 2016年 |        |        |        | [ 3 ] |
| 5号線 | 乗車人員 | 30,999 | 32,247 | 33,468 | 34,193 | 36,126 | 35,813 | 37,407 |        |        |        | [ 3 ] |
| 5号線 | 降車人員 | 34,055 | 34,978 | 35,606 | 35,950 | 37,901 | 37,542 | 39,252 |        |        |        | [ 3 ] |
| 5号線 | 乗降人員 | 65,054 | 67,226 | 69,074 | 70,142 | 74,027 | 73,355 | 76,659 |        |        |        | [ 3 ] |

## 駅周辺

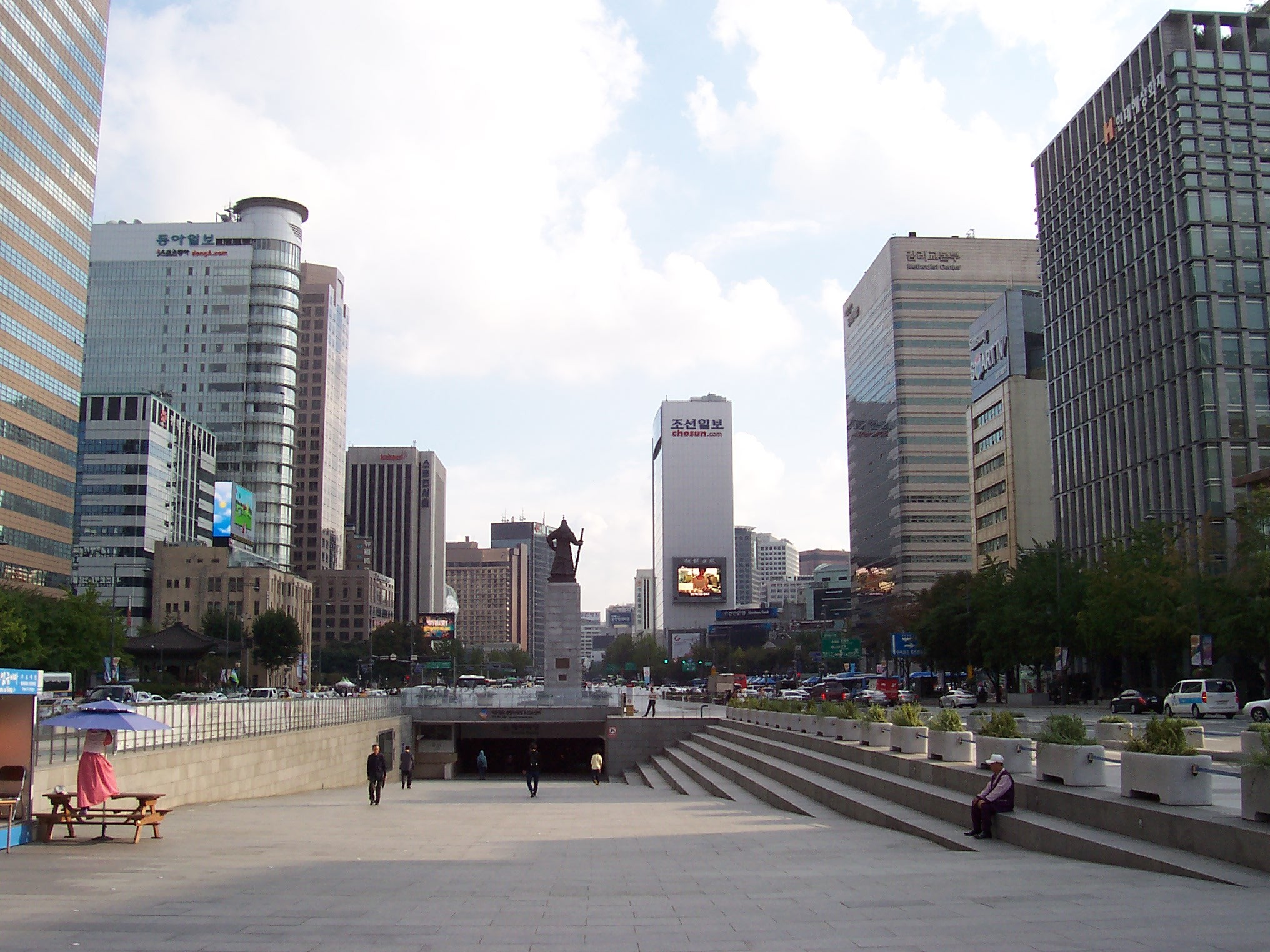
駅周辺の様子

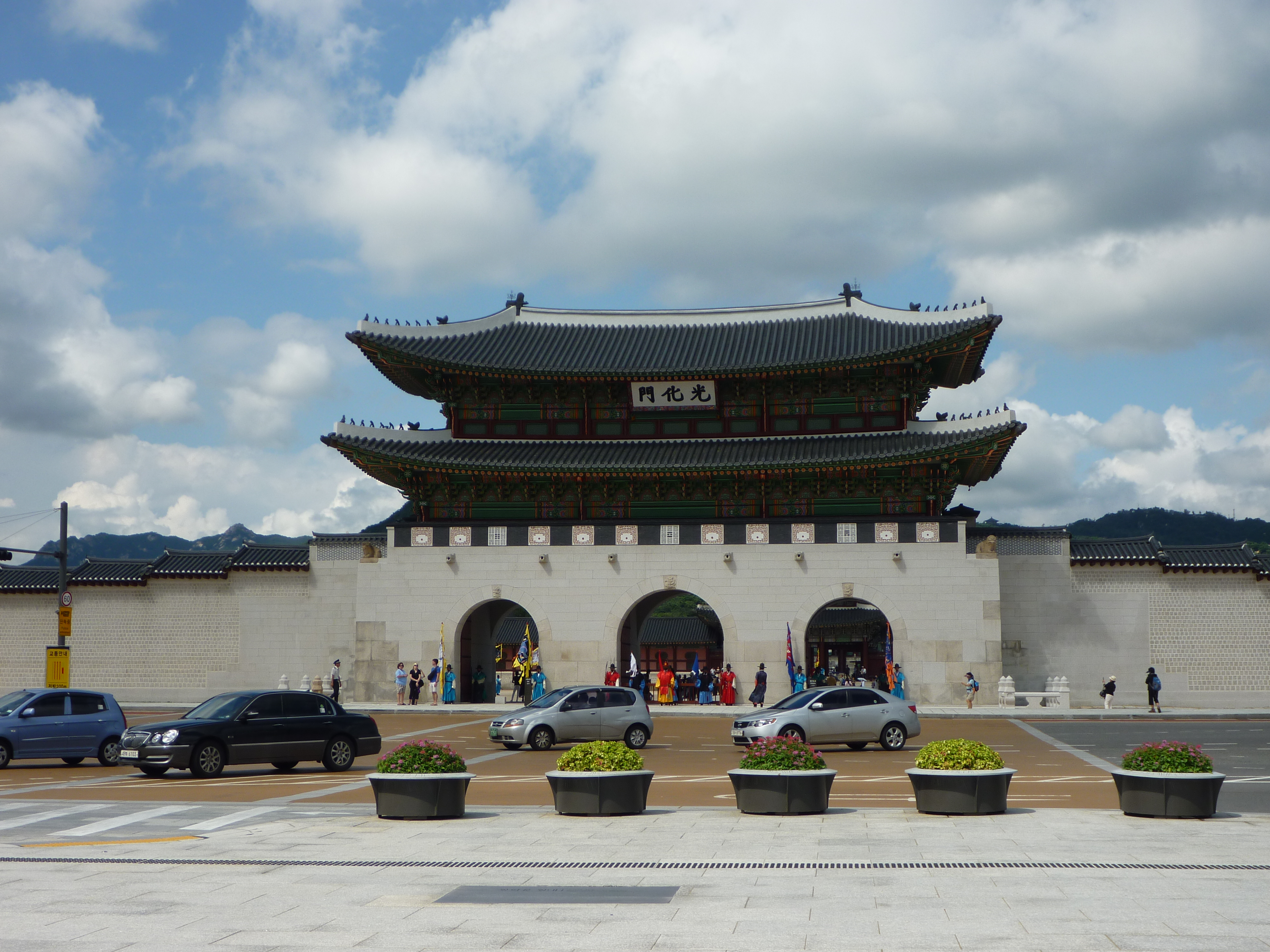
駅名の由来である光化門

駅は、ソウル旧市街の南北軸を構成する光化門路－世宗路と、東西軸を構成する鐘路が交わる世宗路4街交差点近くに位置し、世宗文化会館に接続している。景福宮と市庁（ソウル広場）のほぼ中間にあり、付近の表通りにはオフィスビルや官公庁が立ち並ぶ。
駅名の由来となっている光化門（景福宮正門）は約500m離れている。
- 景福宮
- 景福宮公園
- 光化門
- 光化門広場
- 光化門ギャラリー
- 光化門交差点
- 世宗大路交差点
- 光化門郵便局
- 光化門地下歩道
- 教保文庫本店（光化門店）
- 教保生命本社
- 救世軍会館
- 国立古宮博物館
- 国立民俗博物館
- 国税庁
- 雇用労働部 ソウル総合雇用安全センター
- 農民新聞社
- 徳寿宮
- ドリョムビル
- 東亜日報社本社
- 東和免税店
- 文化体育観光部
- 放送通信委員会
- ソウル広場
- ソウル徳寿初等学校
- ソウル市立美術館（朝鮮語版）
- ソウル新聞
- ソウル歴史博物館
- ソウル地方警察庁
- ソウル特別市議会
- ソウル特別市庁方面
- ソンゴク美術館
- セアンビル
- 世宗文化会館
- シンムン路治安センター
- 外交通商部 旅券·移住·領事課
- 梨花女子高等学校
- 日本政府観光局
- 政府ソウル庁舎（朝鮮語版）
- 朝鮮日報
- 鐘路区庁
- 駐韓アメリカ合衆国大使館
- 駐韓日本大使館
- KT 光化門支社
- コリアナホテル
- フォーシーズンズ ホテル ソウル（2015年10月1日開業）
- ピマッコル
- 清渓公広場（朝鮮語版）方面
- 清進洞方面
- 韓国観光公社
- 現代海上火災保険
- 興国双龍火災海上保険（朝鮮語版）
- 錦湖アシアナグループ本社

以下の駅は至近にあり、各駅とは徒歩で乗り換えができる距離である。ただし、これらの駅との連絡運輸は行っていない。
- 景福宮駅（3号線）
- 市庁駅（1号線・2号線）
- 鐘閣駅（1号線）

## 隣の駅
ソウル交通公社
 5号線
西大門駅 (532) - 光化門駅 (533) - 鐘路3街駅 (534)